# Un, personne et cent mille
Uno, nessuno e centomila
Un, personne et cent mille (italien : Uno, nessuno e centomila) est l'un des plus célèbres romans de Luigi Pirandello, paru en 1926.

## Historique
Commencé en 1909 et achevé en 1926, il est d'abord publié en roman-feuilleton dans le magazine le Salon Littéraire. Cet ouvrage, le dernier de Pirandello, réussit le mieux à synthétiser la pensée de l'auteur. Dans une lettre autobiographique, Pirandello définit lui-même ce livre comme « la description la plus amère et la plus profondément drôle de la décomposition de la vie ». Le protagoniste Vitangelo Moscarda, peut être en effet considéré comme l'un des plus complexes dans l'univers Pirandellien, et certainement celui ayant la plus grande conscience de soi. Le nom Moscarda rappelle celui de Mostardo, le protagoniste de Il cavalier Mostardo (1921) de Antonio Beltramelli, très célèbre à l'époque: Mostardo est l'homme extraordinaire, Moscarda l'homme ordinaire.
Du point de vue formel, on remarque la forte propension au monologue du narrateur ainsi que son habitude de s'adresser souvent au lecteur en posant des questions et des problèmes afin de l'impliquer directement dans l'histoire dont la portée est sans doute universelle. Malgré sa longue gestation, le roman n'est ni fragmenté ou désorganisé mais peut être au contraire considéré comme l'apogée de la carrière de l'auteur.

## Résumé
Le protagoniste de cette histoire, Vitangelo Moscarda, est quelqu'un d'ordinaire, un jeune homme qui a hérité de la banque de son père et vit de ses rentes. Un jour cependant, après que sa femme lui a fait observer que son nez est légèrement de travers, il traverse une crise d'identité et se rend compte que les gens autour de lui ont de sa personne une image complètement différente de celle que lui se fait. Dès lors, le but de Vitangelo sera de découvrir qui il est vraiment. Renonçant à être prêteur d'argent, il décide alors de changer de vie, au prix de sa propre ruine et contre la volonté de sa femme qui a depuis quitté la maison. Ce geste traduit le désir de réaliser une œuvre de charité mais aussi de ne plus être considéré comme une marionnette par son épouse. Même Anna Rose, une amie de sa femme qu'il connaît peu, dit qu'elle a tout tenté pour faire comprendre à son épouse que Vitangelo n'est pas le fou qu'elle imagine et qu'il n'est pas foncièrement mauvais.
Le protagoniste devient fou dans un hospice où, cependant, il se sentira libre de toute règle parce que ses sentiments l'amènent à considérer le monde avec un regard différent. Vitangelo Moscarda conclut que pour sortir de la prison dans laquelle est confinée la vie, il ne suffit pas de changer les noms parce que la vie est une constante évolution et que les noms représentent la mort. La seule façon de vivre chaque moment c'est donc de vivre la vie d'instant en instant et de renaître sans cesse d'une manière différente.

## Signification du titre
Le titre du roman permet de bien le comprendre. L'histoire de Vitangelo Moscarda est celle d'une prise de conscience progressive : la conscience que l'homme n'est pas un et que la réalité n'est pas objective. Le protagoniste abandonne son ancienne conception qui considérait que l'un valait tous (Un) pour comprendre qu'il n'est rien (Personne), à travers la prise de conscience des différents lui-même que mettent progressivement au jour ses relations avec les autres (Cent mille). La réalité perd ainsi son objectivité et disparaît dans l'infini tourbillon du relativisme. Dans sa tentative de détruire la centaine de milliers de Vitangelo étrangers qui vivent dans les autres, il comprend que les cent mille représentations que les autres ont de lui viennent des fous qui ne veulent pas accepter que le monde est différent de la façon dont lui l'imagine. Vitangelo Moscarda est l'"étranger de la vie", celui qui a compris que les gens sont « esclaves » des autres et d'eux-mêmes. Il voit que les autres vivent dans ce piège mais lui est entièrement libre : le fait que les gens le prennent pour un insensé est la preuve qu'il n'est pas possible de détruire les cent mille images étrangères que les autres ont de lui.
La fin du roman est digne d'une entreprise de cette ampleur. Le rejet total de la personne implique l’anéantissement de l'ego car celui-ci se dissout complètement dans la nature. Très significatif est le rejet du nom qui fausse et emprisonne la réalité dans des formes immuables, contrairement à la vie qui est un devenir permanent selon la conception vitaliste de Pirandello.

## Un, personne et cent mille
Le fondement de la pensée de Pirandello est une conception vitaliste de la réalité : toute réalité est vie, un perpétuel mouvement vital, entendu comme éternel devenir, une transformation sans fin d'un état à un autre.
Tout ce qui se détache de ce flux et agit comme une forme distincte et individuelle se fige, durcit et meurt. Il en va ainsi de l'homme qui se sépare de l'universel pour revêtir une forme individuelle dans laquelle il se contraint et porte un masque (« personne ») qui le représente.
C'est l'évanouissement de l'ego individuel qui amène le protagoniste dans cet état. Quand sa femme, par simple jeu, attire son attention sur certains défauts physiques qu'il n'avait jamais remarqués, à savoir une légère inclination du nez, Vitangelo se rend compte que l'image qu'il a toujours eue de lui-même ne correspond pas réellement à celle que lui renvoient les autres. Il cherche alors à préserver l'image qu'il a de lui-même mais sa folie naîtra de cet effort vers un objectif inaccessible. La folie est l'outil par excellence de Pirandello pour exposer l'absurdité des conventions sociales et les réduire à néant.

## Source de la traduction
- (it) Cet article est partiellement ou en totalité issu de l’article de Wikipédia en italien intitulé « Uno, nessuno e centomila » (voir la liste des auteurs).